# Кирш, Кристиан
Кристиан Кирш, полное имя Йохан Кристиан Бернхард Кирш (нем. Johann Christian Bernhard Kirsch; род. 30 октября 1943, Альтландсберг, Бранденбург) — немецкий общественный деятель, инициатор  проведения в разных странах мира Дельфийских игр современности и создания для этой цели в 1994 году Международного Дельфийского совета (МДС), двадцатилетие работы которого отмечалось во время специального Дельфийского саммита в ЮАР.

## Биография
Рос Кристиан Кирш в Австрии, в городе Штайр окончил институт художественного ремесла. После военной службы был художником-графиком. Позднее, получив банковское образование, работал во многих странах консультантом по вопросам финансов и экономики, искал связи с искусством и культурой, поддерживал художников. В 1970-е годы Кирш придавал особое значение художественному образованию, формулировал свои мысли и соображения по поводу идеи диалога культур и международного конкурса по разным видам искусств. В центре его внимания стала Греция с её древней культурой. После предварительных поездок в эту страну он жил несколько лет в Дельфах и Афинах, чтобы общаться с греческими деятелями культуры, учиться у них, совместно развивать мысль о мирной встрече в XXI веке культурных традиций разных стран. Пришедшая из античности «дельфийская идея» в эпоху глобализации открывает новые горизонты: Дельфийские и Олимпийские игры современности могут дополнять друг друга как форумы культуры духа и тела.

## Подготовка и основание МДС
Сначала по инициативе Кристиана Кирша в Мюнхене появилось в 1980 году содружество «Музыка-Магна» с целью формирования современного Дельфийского движения. В 1983 году рабочая группа «Musica Magna» была преобразована в Международное общество «Musica Magna International» (MMI), которое официально зарегистрировано в апреле 1988 года в Женеве.
1-го июня 1988 года на имя президента «Musica Magna International» Й. К. Б. Кирша (англ. J. C. B. Kirsch) пришло письмо генерального директора ЮНЕСКО Федерико Майора, в котором высказана поддержка нового культурного начинания.
Ежемесячное издание Союза композиторов РСФСР опубликовало в 1988 году информацию о планах проекта «Musica Magna»:

 1997 г. — проведение первого «Международного конкурса классической музыки» в качестве «генеральной репетиции» Дельфийских игр.
1998 г. — проведение Дельфийских игр.

Общество «Musica Magna» представило, как об этом свидетельствуют источники, уникальный проект, сопоставимый с масштабами современных Олимпийских игр:
Начало всемирному Дельфийскому движению нашей эпохи было положено возникновением в Женеве Международного общества «Musica Magna». Именно этим обществом, возглавляемым Иоганном Кристианом Берхардом Киршем (ФРГ), и был предложен уникальный проект «нового форума нового времени». ВП:П-ДИ-Ц#7

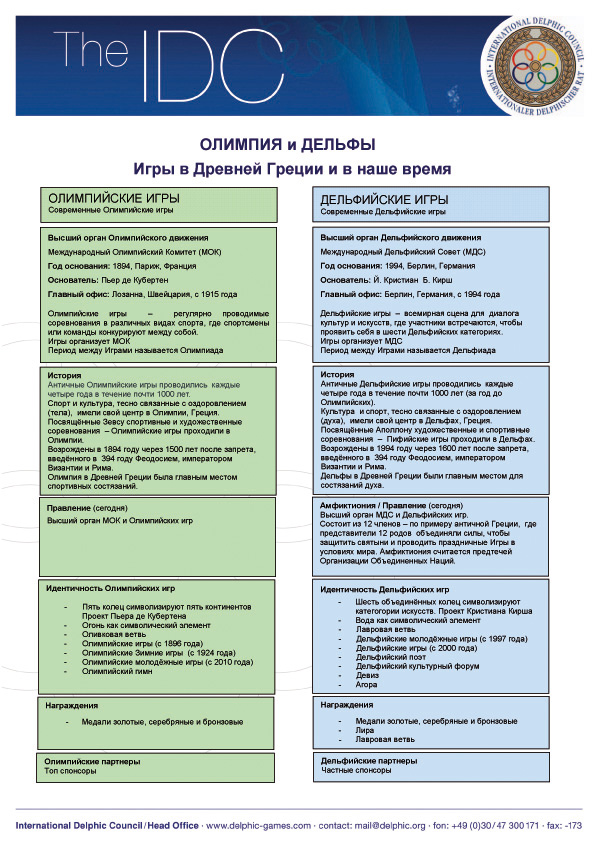
Сопоставление Олимпийских игр и Дельфийских игр

На этапе подготовки к созданию Международной Дельфийской организации Кристиан Кирш встречался в Греции с министрами культуры Мелиной Меркури и Дзаннисом Дзаннетакисом, а также с Евангелосом Арабацисом, директором Европейского Культурного Центра в Дельфах (ECCD). Кристиан Кирш цитирует важное для дела его жизни высказывание:

Оригинальный текст (нем.)
"Wenn einer alleine träumt, bleibt es ein Traum; wenn viele gemeinsam träumen, beginnt eine neue Wirklichkeit.  (Dom Helder Camara)
Если мечтает один, то остается только мечта, когда мечтают многие вместе, начинается новая реальность.
(Элдер Камара)

Созданный по инициативе Кристиана Кирша в 1994 году Международный Дельфийский совет принял решение о проведении раз в четыре года современных Дельфийских игр, как молодёжных, так и для взрослых участников.
Активно поддерживала идеи Кристиана Кирша, начиная с 1993 года, профессор музыки Дивина Баутиста, которая многие годы является президентом Международного Дельфийского совета.

## Участие в развитии Дельфийского движения

Встречи с известными личностями (2012 — 2014 годы)
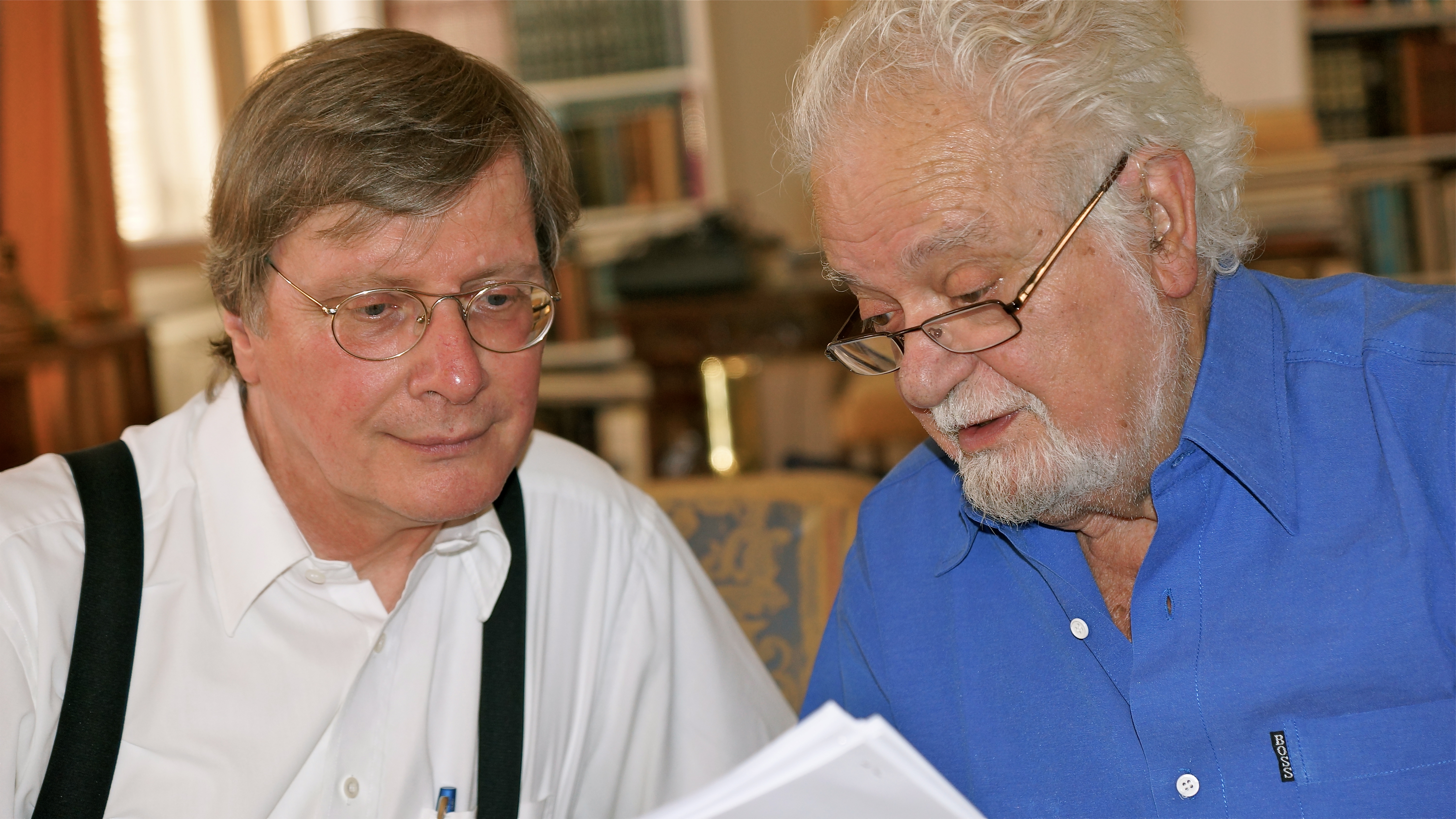
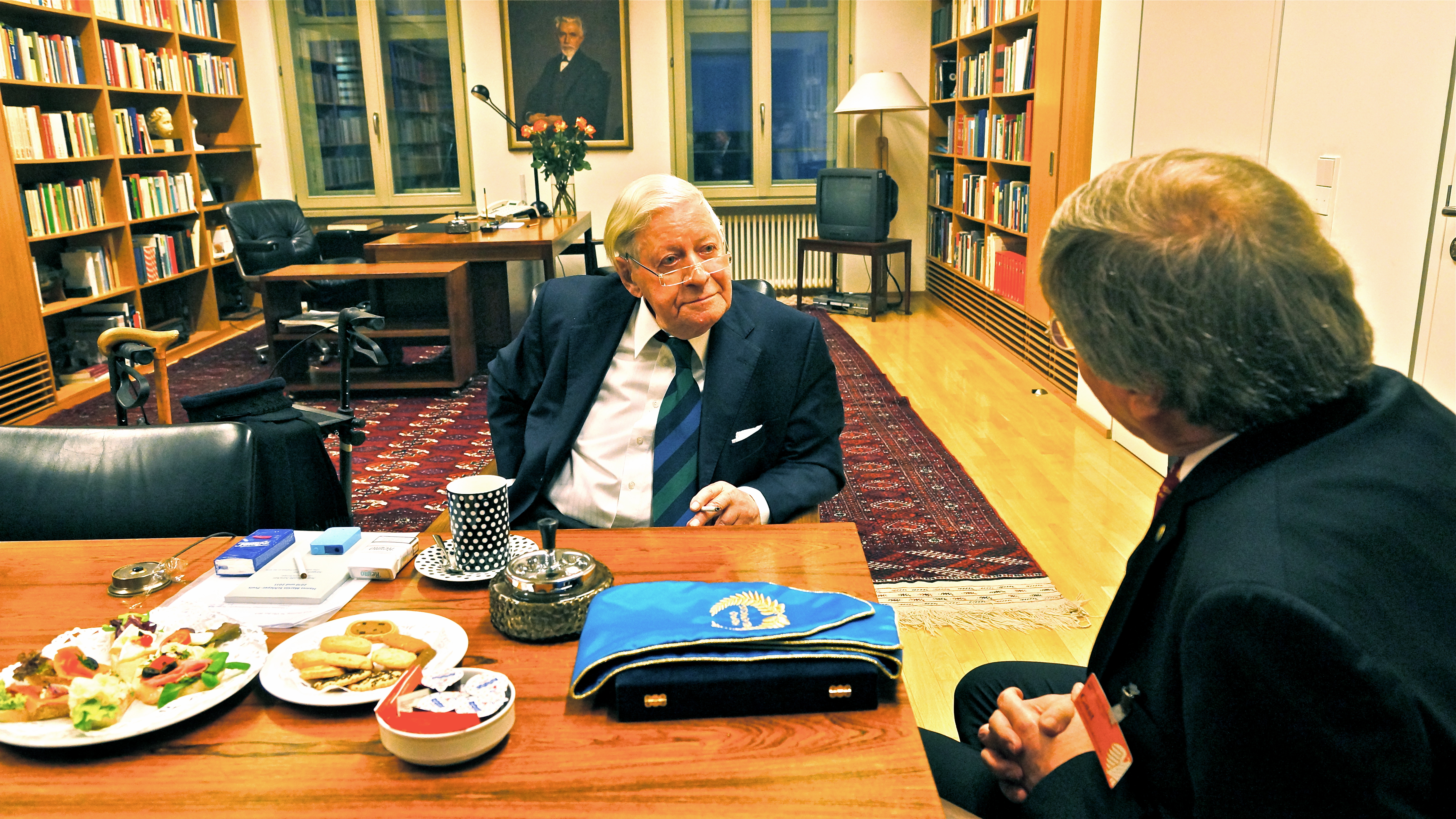
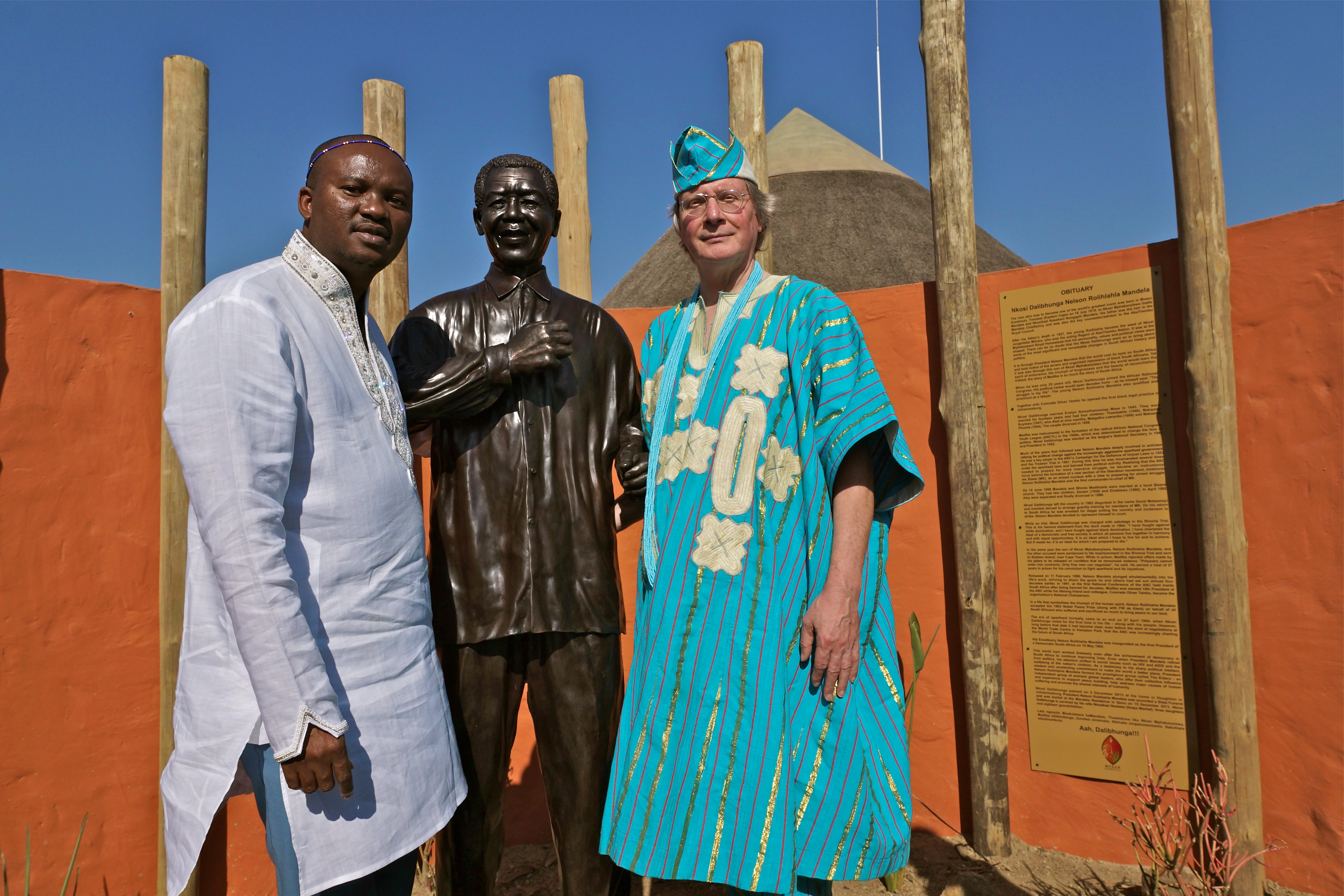

Кристиан Кирш постоянно проявляет заинтересованное отношение к развитию Дельфийского движения разных стран. В марте 1995 года он принял участие в петербургской учредительной конференции межрегиональной общественной организации «Дельфийское движение в России», а в 1996 году — в Первом Дельфийском конгрессе, который тоже проходил в Санкт-Петербурге. В том же 1996 году Кристиан Кирш, как генеральный секретарь МДС, участвовал в учредительной конференции  Санкт-Петербургского отделения «Международной Лиги Защиты Культуры» среди других известных деятелей современности.
В декабре 1998 года Кристиан Кирш участвовал в конференции по привлечению российских регионов к Дельфийскому движению и созданию Национального Дельфийского совета России (Курск, 16—18 декабря), а в следующем 1999 году направил приветственное послание в правительство Саратовской области по случаю проведения Первых Молодёжных Дельфийских игр России.
См. также: Участие России в деятельности МДС
В марте 2005 год проходила с активным участием Кристиана Кирша первая презентация международного Дельфийского движения на стендах МДС во время работы Международной туристской биржи «ITB Berlin», а 
с марта 2010 года, закрытие  «ITB Berlin» ежегодно стали отмечать во дворце возле Берлинской радиобашни большим Дельфийским праздником, в подготовке которого участвуют делегации из разных стран мира и бюро МДС.
В ноябре 2012 года  при посещении Хайдарабада Кристиан Кирш приветствовал избрание новым президентом Национального Дельфийского совета Индии члена парламента госпожи K. Кавита.
В июле 2014 года на специальном Дельфийском саммите в Ист-Лондоне, Умтате и Мфезо (ЮАР) президент МДС Дивина Баутиста, Кристиан Кирш и Золани Мкива в рамках празднования двадцатилетия Международного Дельфийского совета, наряду с обзором накопленного опыта, обрисовали ближайшие перспективы международного Дельфийского движения.
В мае 2015 года по приглашению руководства Санкт-Петербургского национального исследовательского университета информационных технологий, механики и оптики Кристиан Кирш принял участие в работе Первого Форума пространственного развития «Гармония многогранности» и выступил с докладом на тематической секции «Новая городская культура».

## Признание и награды
- Почётный диплом Московской городской думы (19 февраля 2003 года) — за заслуги перед городским сообществом[28]

В 2003 году Кристиану Киршу дважды вручали российские награды: в Московской городской думе (май-2003) и в Законодательном собрании Санкт-Петербурга (июнь-2003).
В августе 2003 года Кристиана Кирша наградили также Инновационной премией в Музее «Остров Хомбройх» города Нойс.
Советник МДС Валерий Вакуленко после завершения Олимпийских и Паралимпийских игр в Сочи-2014 поднял в прессе тему использования созданной инфраструктуры и построенных объектов для размещения в Сочи штаб-квартиры Международного Дельфийского совета:

В случае размещения в Сочи штаб-квартиры Международного Дельфийского совета город может получить особый статус (подобно Лозанне и другим мировым «проектным столицам») и дополнительный приток бизнес-туристов. <…> Я уже связался по этому вопросу с генеральным секретарём Международного Дельфийского совета Кристианом Киршем (J. Christian B. Kirsch), и Кристиан, который всегда положительно относился к России и усилению её роли в дельфийском движении, позитивно отнёсся к предложению по Сочи.